# Lojatapakul
Lojatapakul (Scytalopus androstictus) är en fågelart i familjen tapakuler inom ordningen tättingar.

## Utseende och läte
Lojatapakulen är en liten, musliknande fågel. Hanen är mestadels mörkgrå, honan brun ovan och grå under. Båda könen har mycket svag tvärbandning på underkroppens bakre del samt några vita fjädrar på skuldran. Sången består av en lång och skallrande drill som varar i tio sekunder eller längre, eller i korta utbrott med någon eller några sekunder emellan.

## Utbredning och systematik
Arten förekommer i Sydamerika, i sydöstra Ecuador och norra Peru. Den beskrevs som nytt taxon först 2010, då som en underart till páramotapakulen (Scytalopus opacus). Sedan 2021 urskiljs den dock som egen art av både tongivande International Ornithological Congress (IOC) och eBird/Clements baserat på studier.

## Levnadssätt
Lojatapakulen hittas i höga bergstrakter, i skog och buskmarker vid eller ovan trädgränsen. Den håller sig vanligen lågt ner och kan därför vara svår att få syn på.

## Status
IUCN erkänner den ännu inte som art, varför dess hotstatus formellt inte fastställts.